# Liste der Biografien/Grus
Liste der Biografien |
Portal Biografien |
Personensuche
# |
A |
B |
C |
D |
E |
F |
G |
H |
I |
J |
K |
L |
M |
N |
O |
P |
Q |
R |
S |
T |
U |
V |
W |
X |
Y |
Z |
?
 
Ga |
Gb |
Gc |
Gd |
Ge |
Gf |
Gh |
Gi |
Gj |
Gk |
Gl |
Gm |
Gn |
Go |
Gp |
Gq |
Gr |
Gs |
Gu |
Gv |
Gw |
Gy |
Gz
 
Gra |
Grb–Grd |
Gre |
Grg |
Gri |
Grj |
Grk |
Grl |
Grm |
Gro |
Grs |
Gru |
Gry |
Grz
 
Grua |
Grub |
Gruc |
Grud |
Grue |
Gruf |
Grug |
Gruh |
Grui |
Gruj |
Grul |
Grum |
Grun |
Gruo |
Grup |
Grus |
Grut |
Gruv |
Gruw |
Gruy |
Gruz
Die Liste der Biografien führt alle Personen auf, die in der deutschsprachigen Wikipedia einen Artikel haben. Dieses ist eine Teilliste mit 83 Einträgen von Personen, deren Namen mit den Buchstaben „Grus“ beginnt.

## Grus

### Grusa
- Gruša, Jiří (1938–2011), tschechischer Dichter, Prosaist und Diplomat
- Grușac, Vitalie (* 1977), moldauischer Boxer
- Grušas, Gintaras Linas (* 1961), litauisch-US-amerikanischer Geistlicher, römisch-katholischer Erzbischof von Vilnius
- Grušauskas, Vytautas (* 1952), litauischer Politiker

### Grusc
- Grusch, David (* 1987), US-amerikanischer Luftwaffenoffizier
- Gruscha, Anton Josef (1820–1911), österreichischer Erzbischof, Kardinal
- Gruschewaja, Irina (* 1948), belarussische Bürgerrechtlerin, Trägerin des Preises Frauen Europas – Deutschland 2011
- Gruschezkaja, Agafja Semjonowna (1665–1681), Zarin von Russland
- Gruschin, Pjotr Dmitrijewitsch (1906–1993), sowjetischer und russischer Wissenschaftler, Flugzeugkonstrukteur und Designer auf dem Gebiet der Raketentechnik
- Gruschina, Darja Wjatscheslawowna (* 1998), russische Skispringerin
- Gruschka, Andreas (* 1950), deutscher Pädagoge und HochschullehrerAndreas Gruschka (* 1950)

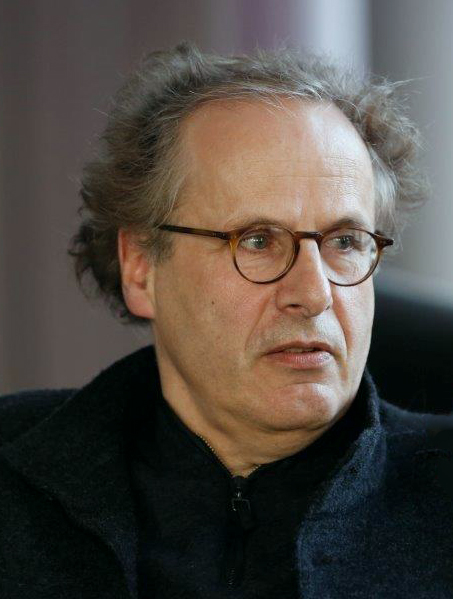
Andreas Gruschka (* 1950)

- Gruschka, Roland, deutscher Fernsehmoderator
- Gruschka, Roland (* 1972), deutscher Jiddist
- Gruschka, Theodor (1888–1967), tschechoslowakisch-israelischer Arzt
- Gruschke, Andreas (1960–2018), deutscher Autor und Fotograf
- Gruschke, Dieter (1939–2019), deutscher Politiker (SPD), MdL
- Gruschko, Alexander Wiktorowitsch (* 1955), russischer Politiker
- Gruschko, Igor Alexandrowitsch (1912–1941), russischer Mathematiker
- Gruschko, Olga Jewgenjewna (* 1936), sowjetisch-russische Metallurgin und Werkstoffwissenschaftlerin
- Grüschow, Hans-Ludwig (* 1935), deutscher Sportfunktionär
- Gruschwitz, Dieter (1954–2022), deutscher Sport- und Fernsehjournalist
- Gruschwitz, Günter (1928–2018), deutscher Kirchenmusiker und Komponist
- Gruschwitz, Johann David (1776–1848), deutscher Unternehmer
- Gruschwitz, Max (* 1892), deutscher Journalist und politischer Aktivist

### Grusd
- Grusdat, Eric (* 1936), deutscher Terrorist der Rote Armee Fraktion
- Grusdew, Dmitri (* 1986), kasachischer Radrennfahrer
- Grusdew, Wladimir Sergejewitsch (* 1967), russischer Unternehmer und Politiker

### Gruse
- Gruse, Michael (* 1956), deutscher Leichtathlet
- Grusenberg, Oskar Ossipowitsch (1866–1940), russischer Jurist
- Grusenberg, Theodor (1651–1699), deutscher Altphilologe und lutherischer Theologe

### Grush
- Grush, Andrew, Filmkomponist
- Grushecky, Joe, US-amerikanischer Musiker

### Grusi
- Grusin, Dave (* 1934), US-amerikanischer Filmkomponist und JazzmusikerDave Grusin (* 1934)

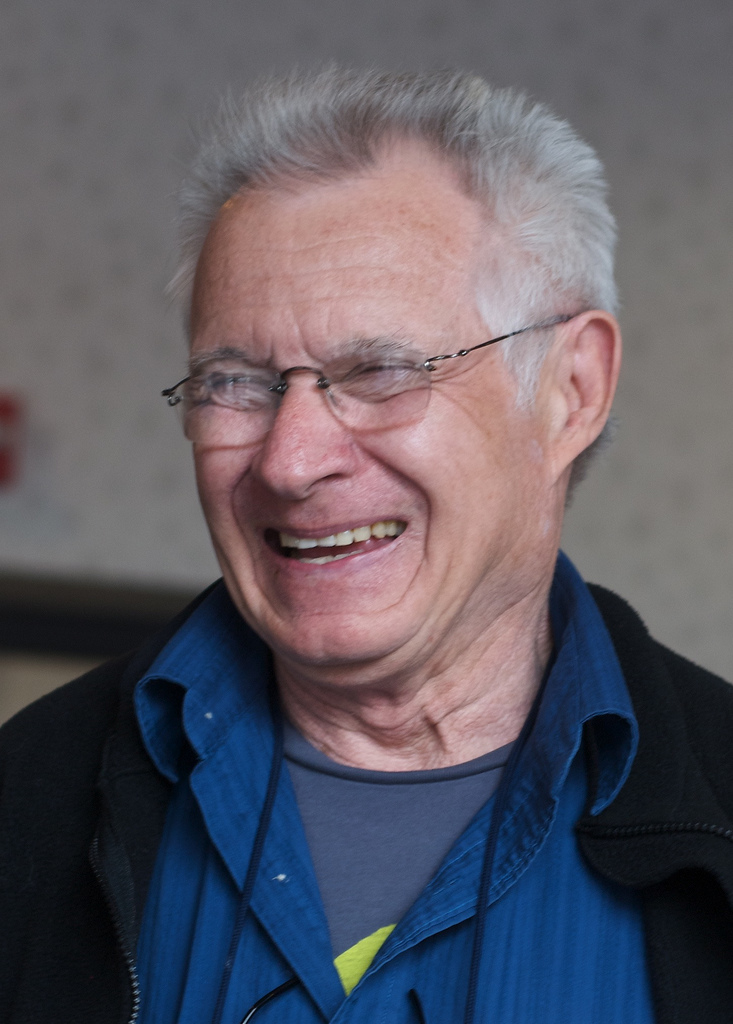
Dave Grusin (* 1934)

- Grusin, Don (* 1941), US-amerikanischer Jazzmusiker
- Grusinski, Andreas (* 1984), deutscher Schauspieler und Stuntman
- Grusinzewa, Nina Alexandrowna (1934–2021), sowjetische Kanutin

### Grusk
- Gruska, Jay (* 1953), US-amerikanischer Komponist
- Gruska, Jozef (* 1933), slowakischer Informatiker
- Gruska, Ulrike (* 1978), deutsche Autorin und Politologin
- Grüske, Karl-Dieter (* 1946), deutscher Volkswirt, Rektor der Universität Erlangen-Nürnberg
- Gruskovnjak, Ernest (* 1970), luxemburgischer Basketballspieler und -trainer

### Grusm
- Grusman, Boris Naumowitsch (* 1934), russischer Schachspieler

### Grusn
- Grüsner, Johann Adam († 1784), Jurist und Historiker im Dienst der Fürsten von Salm-Kyrburg
- Grusnick, Bruno (1900–1992), deutscher Musikwissenschaftler und Kirchenmusiker

### Gruso
- Gruson, Ernst (1869–1962), deutscher Generalmajor
- Gruson, Georg (1904–2001), deutscher Ingenieur und Hochschullehrer
- Gruson, Hermann (1821–1895), deutscher Ingenieur, Erfinder und UnternehmerHermann Gruson (1821–1895)

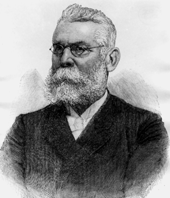
Hermann Gruson (1821–1895)

- Gruson, Johann Philipp (1768–1857), deutscher Mathematiker
- Gruson, Louis Abraham (1793–1870), deutscher Eisenbahn-Ingenieur
- Gruson, Otto (1863–1929), deutscher Industrieller und liberaler Politiker (NLP, DVP)
- Gruson, Paul (1895–1969), deutscher Bildhauer

### Gruss
- Gruss, Franz (1891–1979), österreichischer Maler und Zeichner
- Gruß, Franz (1931–2006), deutscher Maler und BildhauerFranz Gruß (1931–2006)

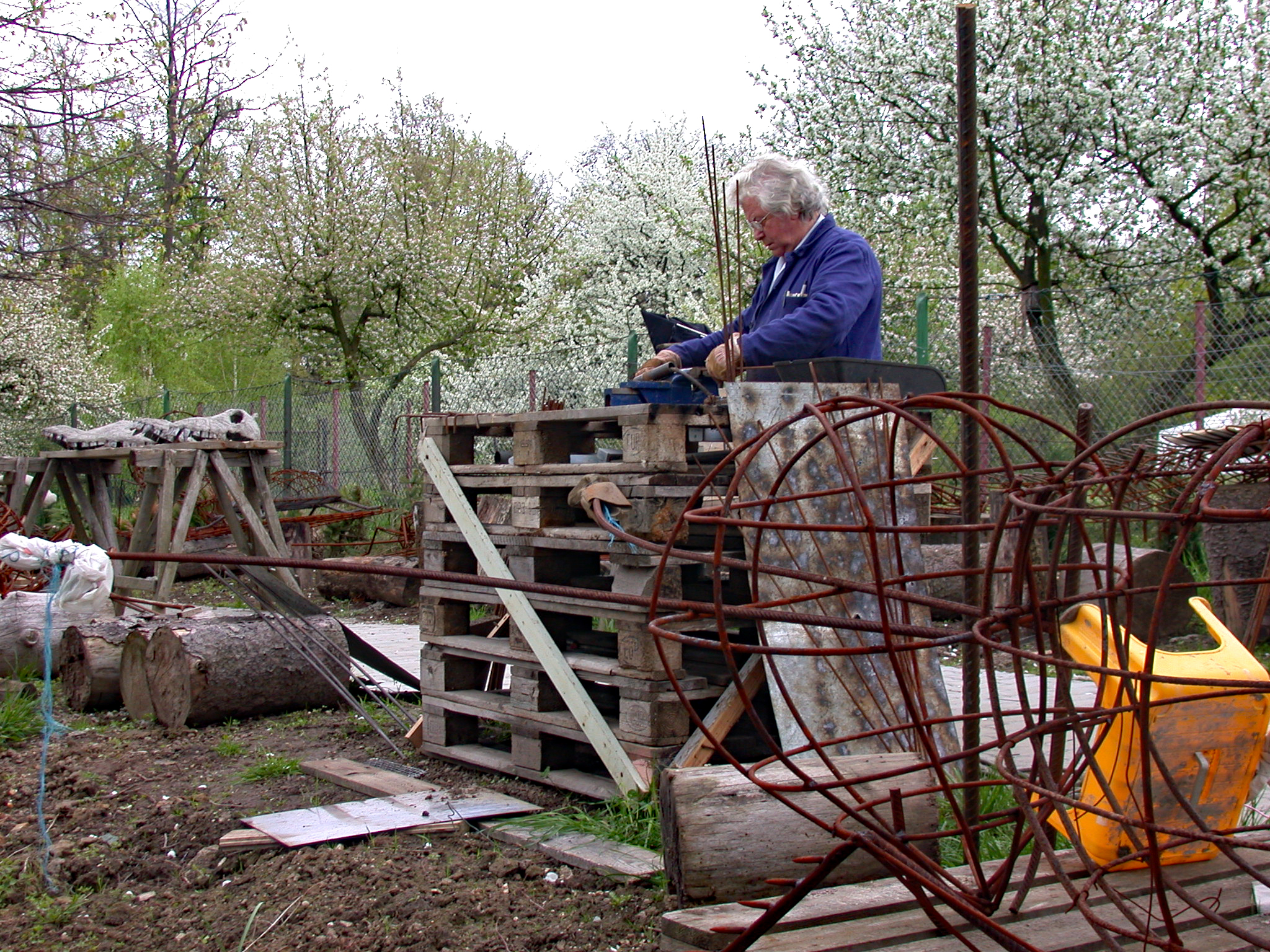
Franz Gruß (1931–2006)

- Grüß, Gerhard (1902–1950), deutscher Mathematiker und Professor an der Bergakademie Freiberg
- Gruss, Gilbert (1943–2016), französischer Karateka
- Gruß, Hans (1883–1959), deutscher Theaterdirektor
- Grüß, Hans (1929–2001), deutscher Musikwissenschaftler und Ensembleleiter
- Gruß, Hermann-Gerhard (1904–1971), deutscher Jurist
- Gruss, Irene (1950–2018), argentinische Lyrikerin
- Gruss, Josef (1884–1968), böhmisch-tschechischer Tennisspieler, Fechter, Eishockeyspieler und Sportfunktionär
- Gruss, Marc (* 1974), deutscher Schauspieler, Autor und Regisseur
- Gruß, Miriam (* 1975), deutsche Politikerin (FDP), MdB
- Gruss, Peter (* 1949), deutscher Zellbiologe
- Gruss, Robert Dwayne (* 1955), US-amerikanischer römisch-katholischer Geistlicher, Bischof von Saginaw
- Grußendorf, Friedrich (1871–1958), evangelischer Pastor
- Grussendorf, Oskar (1888–1945), deutscher SS-Brigadeführer, Generalmajor der Polizei
- Grussenmeyer, Isabelle (* 1979), elsässische Liedermacherin
- Grusser, Gerald (* 1956), deutscher Funktionär, Honorarkonsul von Schweden
- Grüßer, Karl (1880–1945), deutscher Bäcker und Konditor
- Grüsser, Marcus (* 1966), deutscher Schauspieler
- Grüsser, Otto-Joachim (1932–1995), deutscher Physiologe
- Grüsser-Sinopoli, Sabine (1964–2008), deutsche Humanmedizinerin, Professorin für Medizinische Psychologie und Medizinische Soziologie
- Grüssl, Stefanie (* 1960), österreichische Künstlerin
- Grussmann, Alois (* 1964), tschechischer Fußballspieler und -trainer
- Grüssner, Andreas (1910–1999), ungarischer Chemiker

### Grust
- Grust, Theodor (1857–1919), deutscher Genre- und Porzellanmaler
- Grustiņš, Juris (1947–2006), lettischer Langstreckenläufer

### Grusz
- Gruszczyński, Jan (1405–1473), römisch-katholischer Bischof von Krakau, Großkronkanzler von Polen
- Gruszczyński, Tomasz (* 1980), franko-polnischer Fußballspieler
- Gruszka, Karolina (* 1980), polnische SchauspielerinKarolina Gruszka (* 1980)

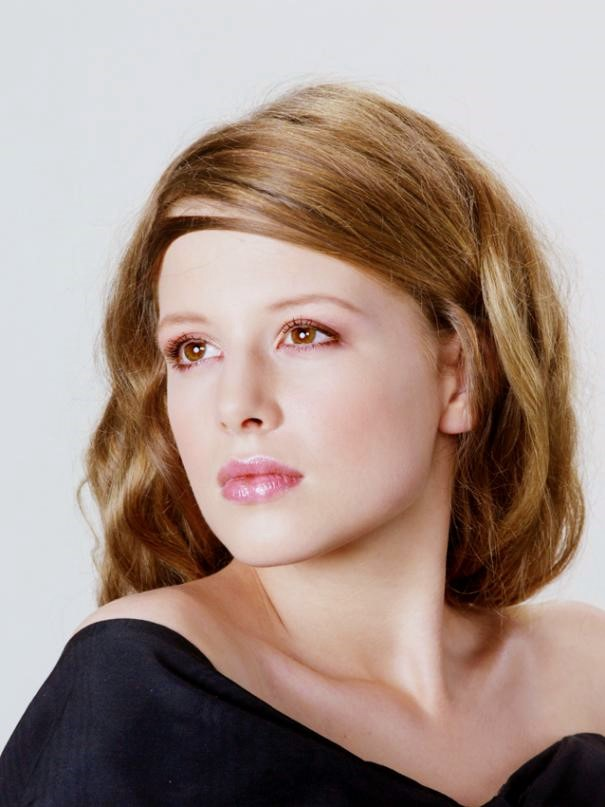
Karolina Gruszka (* 1980)

- Gruszka, Marco (* 1975), deutscher Fußballspieler
- Gruszka, Piotr (* 1977), polnischer Volleyballspieler und -trainer
- Gruszynski, Alexander (* 1950), polnischer Kameramann